# Marzano Appio
Marzano Appio község (comune) Olaszország Campania régiójában, Caserta megyében.

## Fekvése
A megye északnyugati részén fekszik, Nápolytól 55 km-re északnyugatra, Caserta városától 35 km-re északnyugati irányban. Határai:  Caianello, Conca della Campania, Presenzano, Roccamonfina, Tora e Piccilli és Vairano Patenora. A Roccamonfina vulkáni kúp lábainál fekszik.

## Története
A régészeti leletek tanúsága szerint a település vidékét, amelyet átszelt a Via Latina, már az ókorban lakták. Nevét a középkorban itt megtelepedett Marzano nemesi család után kapta, akik 1180-tól 1464-ig birtokolták. Később a candidai bárósághoz került, majd 1544-ben a modugnói márkik birtoka lett. 1629-ben a Laudati család szerezte meg, majd a feudalizmus felszámolása idején (1807–1811) a Del Balzo család birtoka volt.

## Népessége
A népesség számának alakulása:

## Főbb látnivalói
- Castello - a település fölé magasodó négyszögletű vár a 15. században épült. Homlokzatát reneszánsz portálok és ablakkeretek díszítik.
- Madonna dell’ Annunziata-templom - a 16. században épült egyhajós templomot a második világháborúban bombatalálat érte és csak 1956-ban építették újjá.